# Neriene decormaculata
Neriene decormaculata là một loài nhện trong họ Linyphiidae.
Loài này thuộc chi Neriene. Neriene decormaculata được miêu tả năm 1988 bởi Jun Chen & Zhu.